# سيدي فرج حليمي
سيدي فرج حليمي كان حاخام يهود مدينة قسنطينة الجزائرية خلال فترة الإستعمار الفرنسي.
ولد فرج حليمي في 23 أكتوبر 1876 في قسنطينة، في الفترة التي أصدرت فيها فرنسا قانون كريميو القاضي بمنح الجنسية الفرنسية لكل يهود الجزائر.مات في 25 سبتمبر 1957 ودفن في المقبرة اليهودية في قسنطينة.